# La Chaux (Doubs)
La Chaux é uma comuna francesa na região administrativa de Borgonha-Franco-Condado, no departamento de Doubs. Estende-se por uma área de 16,94 km². Em 2010 a comuna tinha 589 habitantes (densidade: 34,8 hab./km²).